# Auntie
Auntie was een gelegenheidssingle van diverse artiesten. Het was een felicitatie van muziekproducent en componist Hans van Hemert aan de BBC, wiens bijnaam Auntie is. Die bestond in 1972 vijftig jaar. Of de felicitatie de BBC ooit heeft bereikt is onbekend, alhoewel er een videoclip is gemaakt. Deelnemende artiesten, waaronder een aantal Eurovisiesongfestivalgangers, waren:
- Hildegard Knef,
- Enrico Macias,
- Alice Babs, Eurovisiesongfestival 1958 met Lilla stjärna
- Sandra & Andres, Eurovisiesongfestival 1972 met Als het om de liefde gaat
- Demis Roussos en
- Vicky Leandros, Eurovisiesongfestival 1967 met L'amour est blue en Eurovisiesongfestival 1972 met Après toi.

De B-kant liet een instrumentale versie horen. Harry van Hoof verzorgde het arrangement en gaf leiding aan het orkest. De single kreeg nog een staartje. Van Hemert werd van plagiaat beschuldigd. De begintonen van Those were the days, ooit gezongen door Mary Hopkin, zouden verstopt zitten in het liedje.
In Italië werd enige tijd later een promotiesingle geperst onder dezelfde titel. Op de B-kant aldaar werd echter een lied geperst van Cardinal Point , een Italiaanse muziekgroep geperst. In 1973 verscheen een cover door Nilüfer, Tanju Okan en Modern Folk Üçlüsü in het Turks onder de titel Arkadaş Dur Bekle (Hans von Hemert). Op de B-kant van die versie een Turkse variant van Une belle histoire (Kim Ayırdı Sevenleri?).

## Hitnotering
Het was diezelfde Vicky Leandros, die er met Ich hab' die Liebe geseh'n, mede voor zorgde dat Auntie niet naar de eerste plaats kon doorstoten. De andere artiesten die Auntie blokkeerden waren The Partridge Family met I think I love you en The Cats met There has been a time.

### Nederlandse top 40
Auntie werd een hit in Nederland en was bij de Nederlandse Top 40 Alarmschijf.
| Positie: | 21 | 9 | 6 | 4 | 8 | 12 | 25 | 32 | 36 | uit |

### NederlandseDaverende 30
| Positie: | 22 | 13 | 7 | 4 | 8 | 11 | 19 | uit |

Sandra Reemer

Al di là · Stille nacht, heilige nacht · 'k Zweef aan m'n ballonnetje · Gloria, gloria · Sluimer zacht · Singapura · Hoe leit dit kindeke · Mijn gitaar · Kopi susu · Als jij maar wacht · Een bos rozen · Heimwee · Mijn concert · Teddy song · Jij vergeet · Since you have gone · (I've got) A love like a rainbow · Simon Zealotes · Love me, honey · The party's over · Trust in me · This is your heartbeat · How little we know · Colorado · Nothing's gonna change · It hurts to be in love · America here I come · Indonesia · Get it on · Rien ne va plus · Fly like an angel · Gold · All out of love · Sleep with me tonight · Laughter in the rain · Goodnight, sweetheart, goodnight · Smoke gets in your eyes · La colegiala · For your love · He was the one · Love is cruel · Domenica · The last goodbye · Mensen zoals jij · Kom naar me toe · Alles wat ik wil · Een boom voor het leven · De mooiste droom is vogelvrij
Sandra en Andres

Storybook children · Somethin' in my heart · For the first time in my life · Reach for the moon · Let us pray together · Love is all around · Those words · Que je t'aime · Mary Madonna · Als het om de liefde gaat · Mama mia · Auntie · Aime-moi · Dzjing boem! · True love · You believed · Oh, nous sommes très amoureux
Dutch Divas

Work that body · From New York to L.A.